# Harmatozzatok, égi magasok
A Harmatozzatok, égi magasok országszerte elterjedt adventi miseének volt már a Szent vagy, Uram! megjelenése előtt is. Szepesi Imre énekeskönyvében jelent meg; valószínűleg ő írta a dallamát.
A kvintváltó, visszatérő szerkezet Európában már a dal előtt is régóta ismert volt, főleg cseh gyülekezeti énekekben és német dalokban. Magyarországi elterjedésüket elsősorban a népszínművek műdalainak köszönhetik, de szerepet játszottak benne a népénekek is. Ebből alakult ki az új stílusú magyar népdal a XIX. század végén.

## Kotta és dallam
| Harmatozzatok Égi magasok! Téged vár epedve a halandók lelke, Jöjj el, édes Üdvözítőnk!              | Mert az emberek Ott tévelygenek, Hol te égi fényed útján nem vezérled Ôket, édes Üdvözítőnk!         | Áldás, dicséret És hála néked: Mert fényes világunk s legfőbb boldogságunk Te vagy, édes Üdvözítőnk! |
| A prófétáknak Lelkei láttak Szent jelenésekben s téged békességben Vártak, édes Üdvözítőnk!          | Te ember lettél, S új tant hirdettél. A jövendölések beteljesedének Rólad, édes Üdvözítőnk!          | Hiszünk tebenned, Égi szent követ: Út, igazság, élet. Hittel vallunk téged Istenünknek, Üdvözítőnk!  |
| Ím, az áldozat, Melyet bemutat Szolgád Fölségednek: jöjj el és szenteld meg, Ó kegyelmes Üdvözítőnk! | Nyújtsd malasztodat, Hogy ez áldozat Bánatot gerjesszen bűnös szíveinkben. Ó segíts meg, Üdvözítőnk! | Szent az egy Isten Három személyben. Az Atyaistennel és a Szentlélekkel Szent vagy, édes Üdvözítőnk! |

## Felvételek
- Harmatozzatok égi magasok: Segédanyag az egyházzenei énekversenyre készülő fiataloknak. gloria.tv (Hozzáférés: 2016. december 7.) (audió)
- Harmatozzatok égi magasok... Tóth Boglárka  YouTube (2013. december 3.)  (Hozzáférés: 2016. december 7.) (audió)
- Harmatozzatok égi magasok. Hittansuli (Hozzáférés: 2016. december 7.) (audió) arch
- Adventi koncert 2016. Aradi Csiky Gergely Főgimnázium Kórusa  YouTube. Arad-Kisszentmiklósi Magyar Baptista Gyülekezet (2016. december 4.)  (videó)
- Halmos László:  Adventi áhítat. Cant' Art Énekegyüttes  YouTube (2013. december 15.)  (Hozzáférés: 2016. december 7.) (videó) 11:04–12:50.